# Формула-1 — Гран-прі Сан-Паулу 2025
Гран-прі Сан-Паулу 2025 (офіційно — Formula 1 MSC Cruises Grande Prêmio de São Paulo 2025) — автоперегони чемпіонату світу з Формули-1, які відбудуться 9 листопада 2025 року. Гонка буде проведена на автодромі Жозе Карлуса Пачі в Сан-Паулу, Бразилія. Це двадцять перший етап Чемпіонату світу, п'ятдесят третє Гран-прі Бразилії/Сан-Паулу в історії та п'ятдесят друге в рамках Чемпіонату світу з Формули-1. Гран-прі Сан-Паулу також стало п'ятим спринт-вікендом в сезоні 2025 року.

## Розклад (UTC+2)
| Дата        | Подія                   | Час           |
| ----------- | ----------------------- | ------------- |
| 7 листопада | Вільний заїзд 1         | 16:30 - 17:30 |
| 7 листопада | Кваліфікація до спринту | 20:30 - 21:14 |
| 8 листопада | Спринт                  | 16:00 - 17:00 |
| 8 листопада | Кваліфікація            | 20:00 - 21:00 |
| 9 листопада | Перегони                | 19:00         |
| Джерело:    |                         |               |